# جاسوس نائم
جاسوس نائم أو العميل النائم هو جاسوس يتم وضعه في بلد أو منظمة مستهدفة للعمل كأصل محتمل إذا تم تنشيطه وليس للقيام بمهمة فورية. حتى لو لم يتم تنشيطه، فإن «العميل النائم» لا يزال يمثل رصيدًا ولا يزال يلعب دورًا نشطًا في الفتنة أو الخيانة أو التجسس بحكم الموافقة على التصرف في حالة تنشيطه. وكلاء العميل النائم هم أجهزة مؤامرة شائعة في الخيال، وخاصة في الخيال التجسسي والخيال العلمي. يرتبط هذا الاستخدام الشائع في الخيال مباشرة وينتج عن حالات متكررة لـ «عملاء نائمون» في الحياة الواقعية يشاركون في التجسس والفتنة والخيانة والاغتيالات.

## الوكلاء النائمون في التجسس
هناك وكلاء نائمون، يتم تصوير معظمهم بشكل غير واقعي في الأفلام والكتب. في التجسس، العامل النائم هو الذي تسلل إلى البلد المستهدف و «بدأ بالعمل»، أحيانًا لسنوات عديدة. لا يقوم الوكيل بأي شيء للتواصل مع الكفيل أو أي من الوكلاء الحاليين أو للحصول على معلومات تتجاوز ما هو موجود في المصادر العامة. يمكن الإشارة إلى العميل أيضًا على أنه عميل «غطاء عميق». يكتسب العميل وظائف وهويات، من الناحية المثالية تلك التي ستثبت فائدتها في المستقبل، ويحاول الاندماج في الحياة اليومية كمواطن عادي. لا يمكن لوكالات مكافحة التجسس في البلد المستهدف، من الناحية العملية، أن تراقب عن كثب كل أولئك الذين ربما تم تجنيدهم في وقت ما قبل ذلك.
بمعنى آخر، فإن أفضل الوكلاء النائمين هم أولئك الذين لا يحتاجون إلى الدفع من قبل الكفيل، لأنهم قادرون على كسب ما يكفي من المال لتمويل أنفسهم. أن يتجنب أي مدفوعات يمكن تتبعها من الخارج. في مثل هذه الحالات، من المحتمل أن يكون العامل النائم ناجحًا بدرجة كافية ليصبح ما يسمى أحيانًا «عامل التأثير».
غالبًا لا يمكن للعملاء النائمون الذين تم اكتشافهم من مواطني البلد المستهدف الذين انتقلوا إلى مكان آخر في وقت مبكر من حياتهم وتم اختيارهم (ربما لأسباب أيديولوجية أو عرقية) قبل العودة إلى البلد المستهدف. هذا أمر مهم بالنسبة للراعي حيث أن لغة النائم والمهارات الأخرى يمكن أن تكون لغتهم الأم، وبالتالي فهي أقل عرضة لإثارة الشكوك.
غالبًا لا يمكن اختيار العملاء النائمون وإدخالهم صعوبات، الا إذا تم التأكد من أن الهدف سيكون مناسبًا لعدة سنوات في المستقبل. إذا تغيرت الحكومة الراعية وسياساتها بعد إدخال العميل النائم، فقد يتم العثور على العميل النائم في الهدف الخطأ.

### أمثلة
- برنامج المهاجرين غير الشرعيين هو شبكة من الجواسيس النائمين زرعت في الولايات المتحدة بواسطة جهاز المخابرات الخارجية الروسية. في عام 2010، انتهى التحقيق المستمر، بتقديم التهم واعتقال 10 من المشتبه بهم في الولايات المتحدة وآخر في قبرص. المديرية العامة الروسية للبرامج الخاصة، أو المدرية العامة للبرامج الخاصة في الترجمة الصوتية الروسية المدربة العامة للبرامج الخاصة، لا تزال تجند المرشحين بين الطلاب والعلماء الموهوبين أو الموظفين الموهوبين من أجل استخدامها كعملاء نائمين.
- تم زرع جاك بارسكي كعامل نائم في الولايات المتحدة بواسطة خدمة المخابرات الخارجية. لقد كان عميلًا نشطًا للنوم بين عامي 1978 و 1988. ووجدته السلطات الأمريكية في عام 1994 ثم اعتقل في عام 1997 بعد 3 سنوات من التحقيق. اعترف بارسكي بسرعة بعد القبض عليه وأصبح مصدرا مفيدا للمعلومات حول تقنيات التجسس.

## الأفلام
في الصور الخيالية، يكون العملاء النائمون غير مدركين في بعض الأحيان أنهم نائمون. يتم غسل دماغهم، أو تنويمهم مغناطيسي، أو تكييفهم بطريقة أخرى بحيث لا يكون على معرفة بمهمتهم السرية حتى يتم تفعيلها. 
أمثلة على هذه القصص:
- المرشح المنشوري (الرواية وتعديلاتها السينمائية)، حيث يتم القبض على بعض الأميركيين من قبل قوات المخابرات السوفيتية، وإعطاء أوامر ما بعد تنويمهم، وعادوا إلى حياتهم في الولايات المتحدة.
- فيلم تليفون لعام 1977، حيث يعتقد العملاء الروس أنهم أمريكيون عاديون حتى يتم فتح ذكرياتهم بعبارة تنشيط خاصة
- فيلم «كابتن أمريكا: جندي الشتاء» لعام 2014، الذي تم فيه غسل دماغ بكي بارنز بعد الحرب العالمية الثانية
- فيلم «سولت» 2010، الذي يهرب فيه عميل نائم متهم في محاولة لمسح اسمه فقط لاكتشاف أنه في الواقع نائم.

## وصلات خارجية
- رسالة بوتين إلى عملاءه النائيمين في الغرب- اليوتيوب.
- هل الجاسوس النائم حقيقي؟- على كورا.
- أشهر الجواسيس النائمون في الأفلام- قاعدة بيانات الأفلام على الإنترنت